# Avenida Cataluña
Avenida de Cataluña es una vía urbana de Montevideo, Uruguay, ubicada entre las avenidas Ramón Anador y Américo Ricaldoni y las calles Manuel Alonso y Alejo Rosell y Rius, en el barrio Parque Batlle, antes de llegar al Estadio Centenario.

## Nombre
La avenida toma el nombre de Cataluña, lugar desde donde llegaron muchos inmigrantes hacia el Uruguay durante los siglos XIX y XX. Además, el barrio lleva el nombre de uno de los presidentes más importantes de la historia del país, José Batlle y Ordóñez, también de origen catalán. Una de las calles vecinos, Alejo Rossell y Rius, lleva el nombre de otro empresario nacido en Cataluña, cuya influencia fue importante para la economía del Uruguay y su capital.

## Historia
La situación geográfica de la avenida es importante y fue centro de hechos históricos de relevancia. Uno de los más importantes fue la Copa Mundial de Fútbol de 1930, la primera cita planetaria de la historia en ese deporte, donde Uruguay se proclamó campeón del mundo. Actualmente, es una avenida pequeña pero muy transitada. Tiene varios centros médicos en su trama.
- Datos: Q47003794